# Workaround

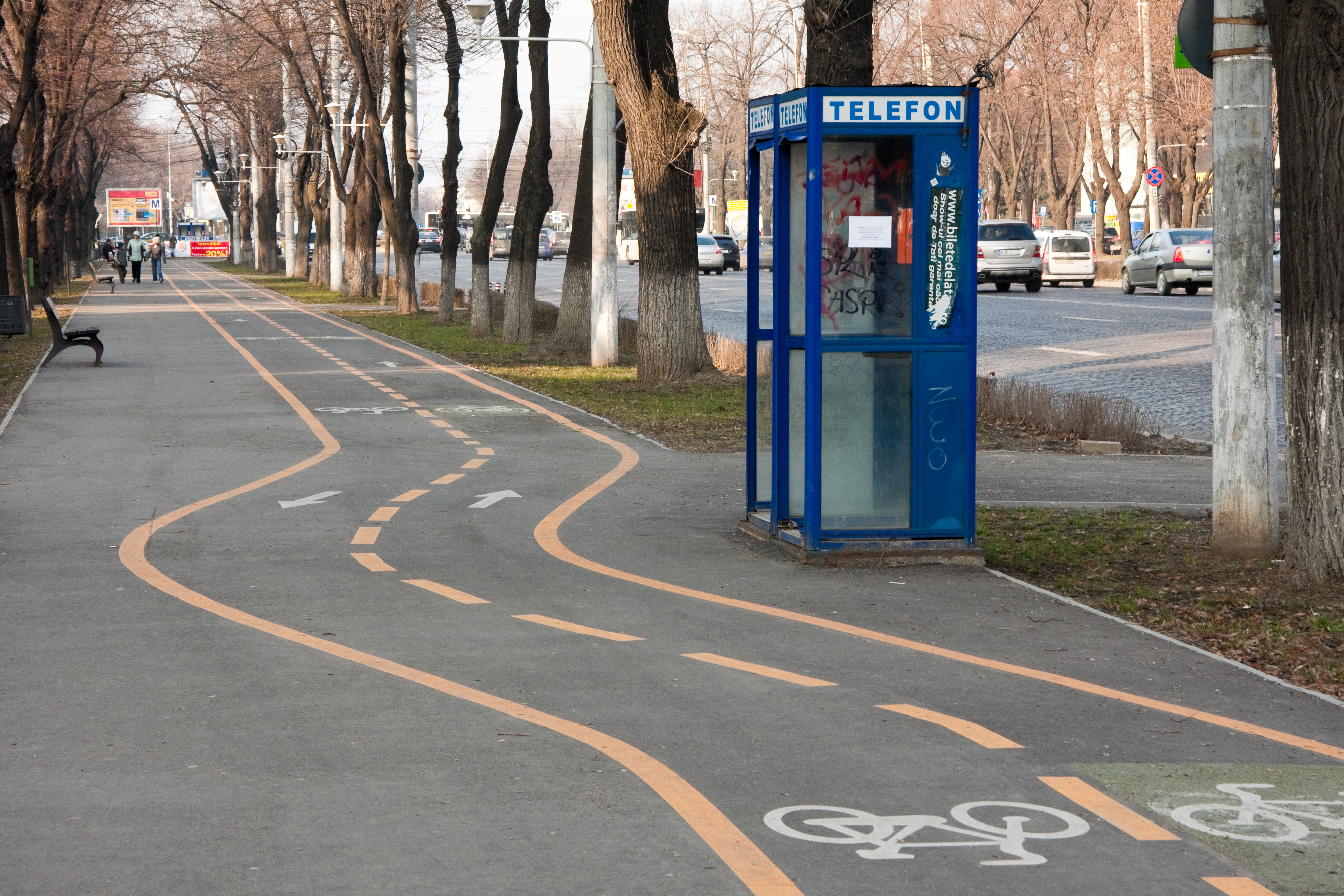
Beispiel: Telefonzellen auf einem Fahrradweg, durch die Fahrbahnmarkierung sollen die Radfahrer umgeleitet werden

Ein Workaround (englisch für „Notlösung“, „Behelfslösung“, „to work around something“ = „um etwas herum arbeiten“) ist ein Umweg zur Vermeidung eines bekannten Fehlverhaltens eines technischen Systems. Es ist ein Hilfsverfahren, das das eigentliche Problem nicht behebt, sondern mit zusätzlichem Aufwand seine Symptome umgeht.
Fehlkonstruktionen von Mikroprozessoren erfordern beispielsweise Workarounds in Betriebssystemen durch Patches. Bei Anwendungssoftware kann eine Wiederholung ihrer Installation ein Workaround sein.
Der Begriff wird häufig im Bereich der Softwareentwicklung verwendet. Tritt ein Fehler in einem Programm auf, lässt sich oft eine solche Hilfskonstruktion finden, mit der man zwar sofort, aber doch recht unkomfortabel – mit erhöhtem Arbeitsaufwand – zum gewünschten Ziel gelangt. In der Prozessortechnologie werden Workarounds z. B. in Form von zusätzlichen Befehlen zur Umgehung von ungünstigen Architekturfestlegungen (falsche Planung, falsches Layout) verwendet. Auch finden sich oft Anleitungen für Workarounds z. B. im World Wide Web, wie man bestimmte Probleme auf einem System umgehen kann, etwa durch manuelles Bearbeiten der Systemkonfiguration (Konfigurationsdatei, Registrierungsdatenbank) oder durch Shellskripte.
Im Linux-Kernel werden Patches, die unter spezifischen Umständen anzuwenden sind, als Quirks bezeichnet, von englisch „quirk“ für Eigenart bzw. Macke. Dies ist vergleichbar mit dem Quirks-Modus von Webbrowsern, die bei bestimmten Webseiten einen Kompatibilitätsmodus als Workaround verwenden, damit diese korrekt funktionieren – genau so aktiviert der Kernel auf betroffener Hardware einen bestimmten Workaround, damit z. B. ein Treiber wie gewollt funktioniert.
Im Rahmen von ITIL-Prozessen werden Incidents häufig durch Workarounds kurzfristig gelöst. Sobald im Problem-Management eine nachhaltige Lösung des Problems, das den Incident (dt. Vorfall) verursacht hat, entwickelt wurde, kann diese durch einen Change umgesetzt werden. Der provisorische Workaround ist dann nicht mehr notwendig.